# Anna Holmlund
Anna Ida Holmlund (ur. 3 października 1987 w Sundsvall) – szwedzka narciarka dowolna specjalizująca się w Skicrossie. Najlepszym jej wynikiem olimpijskim jest 3. miejsce w skicrossie na igrzyskach olimpijskich w Soczi. Brązowa medalistka mistrzostw świata z 2011 roku. Najlepsze wyniki w Pucharze Świata, osiągnęła w sezonie 2014/2015, kiedy to zajęła 2. miejsce w klasyfikacji generalnej, a w klasyfikacji skicrossu zdobyła małą kryształową kulę.

## Osiągnięcia

### Igrzyska olimpijskie
| Miejsce | Dzień     | Rok  | Miejscowość | Konkurencja | Zwycięzca         |
| ------- | --------- | ---- | ----------- | ----------- | ----------------- |
| 6.      | 23 lutego | 2010 | Vancouver   | Skicross    | Ashleigh McIvor   |
| 3.      | 21 lutego | 2014 | Soczi       | Skicross    | Marielle Thompson |

### Mistrzostwa świata
| Miejsce | Dzień       | Rok  | Miejscowość | Konkurencja | Zwycięzca        |
| ------- | ----------- | ---- | ----------- | ----------- | ---------------- |
| 3.      | 4 lutego    | 2011 | Deer Valley | Skicross    | Kelsey Serwa     |
| 9.      | 25 stycznia | 2015 | Kreischberg | Skicross    | Andrea Limbacher |

### Puchar Świata

#### Miejsca w klasyfikacji generalnej
- sezon 2008/2009: 73.
- sezon 2009/2010: 9.
- sezon 2010/2011: 4.
- sezon 2011/2012: -
- sezon 2012/2013: 49.
- sezon 2013/2014: 50.
- sezon 2014/2015: 2.
- sezon 2015/2016: 2.
- sezon 2016/2017: 72.

#### Zwycięstwa w zawodach
1. Innichen – 21 grudnia 2009 (Skicross)
2. Innichen – 22 grudnia 2009 (Skicross)
3. Hasliberg – 14 marca 2010 (Skicross)
4. Sierra Nevada – 20 marca 2010 (Skicross)
5. Innichen – 18 grudnia 2010 (Skicross)
6. Grasgehren – 29 stycznia 2011 (Skicross)
7. Hasliberg – 6 marca 2011 (Skicross)
8. Branäs – 13 marca 2011 (Skicross)
9. Voss – 19 marca 2011 (Skicross)
10. Åre – 15 lutego 2015 (Skicross)
11. Tegernsee – 22 lutego 2015 (Skicross)
12. Megève – 13 marca 2015 (Skicross)
13. Megève – 14 marca 2015 (Skicross)
14. Val Thorens – 11 grudnia 2015 (Skicross)
15. Val Thorens – 12 grudnia 2015 (Skicross)
16. Watles – 16 stycznia 2016 (Skicross)
17. Idre – 13 lutego 2016 (Skicross)
18. Arosa – 4 marca 2016 (Skicross)

#### Pozostałe miejsca na podium w zawodach
1. Les Contamines – 16 stycznia 2011 (Skicross) – 3. miejsce
2. Nakiska – 8 grudnia 2012 (Skicross) – 3. miejsce
3. Telluride – 13 grudnia 2012 (Skicross) – 3. miejsce
4. Contamines-Montjoie – 12 stycznia 2013 (Skicross) – 2. miejsce
5. Innichen – 21 grudnia 2013 (Skicross)  - 3. miejsce
6. Val Thorens – 10 stycznia 2015 (Skicross) – 2. miejsce
7. Arosa – 6 lutego 2015 (Skicross) – 2. miejsce
8. Arosa – 7 lutego 2015 (Skicross) – 2. miejsce
9. Tegernsee – 21 lutego 2015 (Skicross) – 3. miejsce
10. Montafon – 5 grudnia 2015 (Skicross) – 2. miejsce
11. Watles – 17 stycznia 2016 (Skicross) – 2. miejsce
12. Nakiska – 23 stycznia 2016 (Skicross) – 2. miejsce
13. Pjongczang – 28 lutego 2016 (Skicross) – 3. miejsce

- W sumie (18 zwycięstw, 7 drugich i 6 trzecich miejsc.)